# Батраков, Александр Данилович
Александр Данилович Батрако́в (1908—1977) — советский конструктор и изобретатель в области радиотехники, доктор технических наук

## Биография
Родился в селе Юго-Осокино (ныне село Калинино, Кунгурский район, Пермский край). В РККА с 1932 года. Работал в радиотехническом НИИ. Член ВКП(б) с 1943 года.
Участник Великой Отечественной войны, инженер-капитан. В 1957—1958 годах начальник НИИ-108. С 1966 года генерал-майор ИТС. Генерал-майор (1966).

## Награды и премии
- орден Красного Знамени (1952[1])
- два ордена Красной Звезды (18.1.1944 -был представлен к ордену Отечественной войны II степени; 194[1])
- медаль «За боевые заслуги» (03.11.1944[1])
- медаль «За оборону Москвы» (26.7.1944)
- медаль «За победу над Германией в Великой Отечественной войне 1941-1945 гг.» (11.9.1945)
- Сталинская премия первой степени (1950) — за разработку в области военной техники

## Соавтор книг
- Батраков, Александр Данилович. Элементарная радиотехника. Ч. 2. Ламповые радиоприемники [Текст] : [Учеб. пособие для радиокружков] / А. Д. Батраков, С. Э. Кин. — Москва ; Ленинград : Госэнергоиздат, 1952. — 240 с. : ил.; 20 см.
- Элементарная радиотехника [Текст] : [Пособие для радиокружков] / А. Д. Батраков, С. Э. Кин. — Москва ; Ленинград : Госэнергоиздат, 1951—1952. — 2 т.; 20 см.
- Елементарна радиотехника. Ч. 1: Детекторни приемници. Ч. 2: Лампови приемници [Текст] / А. Д. Батраков, и С. Кин ; Прев. от рус.: Васил Александров, и др. — София : Дъброволната организация за съдействие на отбраната, 1955. — 371 с. : ил.; 20 см.
- Основы электротехники для радиолюбителя [Текст] / А. Д. Батраков. — Москва : Радиоиздат, 1937 (Ленинград : типо-лит. им. т. Чудова). — Переплет, 104 с. : ил.; 22х15 см.